# Bulbophyllum dennisii
Bulbophyllum dennisii é uma espécie de orquídea (família Orchidaceae) pertencente ao gênero Bulbophyllum. Foi descrita por Jeffrey James Wood em 1983.